# 山県郡 (岐阜県)
- 令制国一覧 > 東山道 > 美濃国 > 山県郡
- 日本 > 中部地方 > 岐阜県 > 山県郡

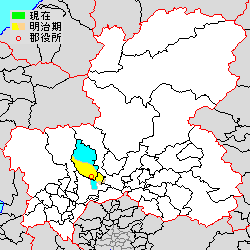
岐阜県山県郡の位置（薄黄：後に他郡に編入された区域 水色：後に他郡から編入した区域）

山県郡（やまがたぐん）は、岐阜県（美濃国）にあった郡。

## 郡域
1879年（明治12年）に行政区画として発足した当時の郡域は、以下の区域にあたる。
- 岐阜市の一部（加野、岩井、福富、太郎丸以北）
- 関市の一部（保明・側島・戸田・千疋・植野・千疋北・大平台）
- 山県市の大部分（中洞・岩佐・笹賀・田栗・椿・徳永・佐野・出戸・日永・相戸・柿野・船越を除く）

## 歴史

### 近世以降の沿革
- 「旧高旧領取調帳」に記載されている明治初年時点での支配は以下の通り。幕府領は美濃郡代が管轄。●は村内に寺社領が存在。（1町49村）

| 知行                 | 知行                            | 村数    | 村名 |
| -------------------- | ------------------------------- | ------- | --- |
| 幕府領               | 美濃郡代                        | 24村    | 三輪村、茂地村、大岡村、掛村、小倉村、四日市場村、千疋村、加野村、戸田村、世保村、溝口村、側島村、伊佐美村、椎倉村、葛原村、神崎村、円原村、赤尾村、東深瀬村、高木村、門屋村、森村、佐賀村、福富村 |
| 幕府領 寺社領        | 美濃郡代 真長寺                 | 1村     | 宮上村 |
| 幕府領 寺社領        | 美濃郡代 南泉寺                 | 1村     | 大桑村 |
| 幕府領 寺社領        | 美濃郡代 慈明院                 | 1村     | 西深瀬村 |
| 幕府領 旗本領        | 美濃郡代 押田藤右衛門           | 1村     | 平井村 |
| 幕府領 旗本領 寺社領 | 美濃郡代 三淵氏 奥山主税 大智寺 | 1村     | 北野村 |
| 旗本領               | 三淵氏 奥山主税                 | 1村     | 古市場村 |
| 旗本領               | 押田藤右衛門 松平隼人           | 1村     | 松尾村 |
| 旗本領               | 松平隼人                        | 4村     | 太郎丸村、岩村、大森村、洞田村 |
| 幕府領 藩領          | 美濃郡代 岩村藩                 | 1村     | 藤倉村 |
| 幕府領 藩領          | 美濃郡代 尾張藩                 | 1村     | 梅原村 |
| 幕府領 藩領          | 美濃郡代 高富藩                 | 2村     | 高富村、石原村 |
| 藩領                 | 岩村藩                          | 6村     | 富永村、日原村、片狩村、青波村、谷合村、上願村 |
| 藩領                 | 尾張藩                          | 3村     | 長滝村、植野村、中屋村 |
| 藩領                 | 高富藩                          | 1町 1村 | 岩井村、天王町 |

- 慶応4年
  - 4月15日（1868年5月7日） - 幕府領・旗本領が笠松裁判所の管轄となる。
  - 閏4月25日（1868年6月15日） - 笠松裁判所の管轄地域が笠松県の管轄となる。
- 明治初年 - 領地替えにより幕府領の一部（森村・佐賀村・福富村・高富村・石原村）が高富藩領、名古屋藩領の一部（植野村・中屋村）が笠松県の管轄となる。
- 明治4年
  - 7月14日（1871年8月29日） - 廃藩置県により、藩領が岩村県、名古屋県、高富県となる。
  - 11月22日（1872年1月2日） - 第1次府県統合により、全域が岐阜県の管轄となる。
- 明治7年（1874年）9月[2]（47村）
  - 高富村・天王町が合併し、改めて高富村となる。
  - 大岡村・掛村が合併し、改めて掛村となる。
  - 片狩村・日原村および神崎村の一部[3]が合併して片原村となる。
- 明治8年（1875年）（45村）
  - 1月 - 四日市場村・小倉村が合併し、改めて小倉村となる[4]。
  - 10月 - 宮上村が三輪村に合併。
- 明治12年（1879年）2月18日 - 郡区町村編制法の岐阜県での施行により、行政区画としての山県郡が発足。郡役所が高富村に設置。

### 町村制以降の沿革
- 明治22年（1889年）7月1日 - 町村制の施行により、北春近村、南春近村（現・岐阜市）、側島村、戸田村、千疋村、植野村（現・関市）、厳美村、山県村（現・岐阜市）、高富村、西深瀬村、東深瀬村、高木村、伊佐美村、椎倉村、赤尾村、大桑村、梅原村、上願村、藤倉村、大森村、小倉村、洞田村、松尾村、掛村、平井村、長滝村、富波村、谷合村、葛原村、円原村、片原村、神崎村（現・山県市）が発足。それにともない以下の変更が行われる。（32村）
  - 北春近村 ← 中屋村、茂地村、古市場村
  - 南春近村 ← 森村、世保村、溝口村
  - 厳美村 ← 福富村、岩井村、加野村、石原村、太郎丸村
  - 山県村 ← 北野村、三輪村、門屋村、岩村
  - 富波村 ← 青波村、富永村
  - 佐賀村が高富村に合併。
- 明治30年（1897年）
  - 3月19日 - 高富村が町制施行して高富町となる。（1町31村）
  - 4月1日 - 粟野村の所属郡が方県郡から変更。
  - 4月1日 - 以下の町村の統合が行われる。（1町16村）
    - 北山村 ← 円原村、神崎村、片原村［大部分］
    - 千疋村 ← 千疋村、植野村
    - 保戸島村 ← 戸田村、側島村、武儀郡小金田村［一部］、稲葉郡芥見村［一部］
    - 岩野田村 ← 粟野村、岩崎村、三田洞村
    - 春近村 ← 北春近村、南春近村
    - 下伊自良村 ← 大森村、洞田村、小倉村、藤倉村
    - 上伊自良村 ← 上願村、平井村、長滝村、掛村、松尾村
    - 富岡村 ← 西深瀬村、東深瀬村、高木村
    - 桜尾村 ← 伊佐美村、椎倉村、赤尾村
    - 富波村・片原村の各一部が武儀郡北武芸村の一部となる。

  - 8月1日 - 郡制を施行。
- 大正12年（1923年）4月1日 - 郡会が廃止。郡役所は存続。
- 大正15年（1926年）7月1日 - 郡役所が廃止。以降は地域区分名称となる。
- 昭和17年（1942年）7月1日 - 「伊奈波地方事務所」が岐阜市に設置され、稲葉郡・羽島郡とともに管轄。
- 昭和22年（1947年）1月1日 - 伊奈波地方事務所の管轄地域のうち山県郡が分立して「山県地方事務所」が設置。事務所が高富町に設置。
- 昭和24年（1949年）7月1日 - 岩野田村が岐阜市に編入。（1町15村）
- 昭和25年（1950年）
  - 4月1日 - 武儀郡西武芸村・北武芸村の所属郡が本郡に変更。（1町17村）
  - 8月10日（1町15村）
    - 保戸島村が武儀郡小金田村に編入。
    - 千疋村が武儀郡関町に編入。
- 昭和30年（1955年）4月1日（1町5村）
  - 高富町・富岡村・梅原村・桜尾村・大桑村が合併し、改めて高富町が発足。
  - 北山村・葛原村・谷合村・北武芸村・富波村・西武芸村が武儀郡乾村と合併して美山村が発足。
  - 下伊自良村・上伊自良村が合併して伊自良村が発足。
- 昭和31年（1956年）4月1日（1町3村）
  - 春近村・山県村・厳美村の一部（太郎丸・石原・福富）が合併して三輪村が発足。
  - 厳美村の一部（加野・岩井）が稲葉郡芥見村に編入。
- 昭和36年（1961年）4月1日 - 三輪村が岐阜市に編入。（1町2村）
- 昭和39年（1964年）4月1日 - 美山村が町制施行して美山町となる。（2町1村）
- 平成15年（2003年）4月1日 - 高富町・伊自良村・美山町が合併して山県市が発足。同日山県郡消滅。

### 変遷表
| 郡     | 明治以前   | 明治以前   | 明治初年 - 明治22年 | 明治22年 7月1日 町村制施行 | 明治22年 - 昭和20年           | 昭和21年 - 昭和25年              | 昭和26年 - 昭和32年               | 昭和33年 - 昭和64年         | 平成元年 - 現在       | 現在   |
| ------ | ---------- | ---------- | ------------------- | -------------------------- | ----------------------------- | -------------------------------- | --------------------------------- | --------------------------- | --------------------- | ------ |
| 方県郡 | 岩崎村     | 岩崎村     | 岩崎村              | 岩崎村                     | 明治30年4月1日 山県郡岩野田村 | 昭和24年7月1日 岐阜市に編入      | 岐阜市の一部                      | 岐阜市の一部                | 岐阜市の一部          | 岐阜市 |
| 方県郡 | 三田洞村   | 三田洞村   | 三田洞村            | 三田洞村                   | 明治30年4月1日 山県郡岩野田村 | 昭和24年7月1日 岐阜市に編入      | 岐阜市の一部                      | 岐阜市の一部                | 岐阜市の一部          | 岐阜市 |
| 方県郡 | 東粟野村   | 東粟野村   | 明治8年1月 粟野村   | 粟野村                     | 明治30年4月1日 山県郡岩野田村 | 昭和24年7月1日 岐阜市に編入      | 岐阜市の一部                      | 岐阜市の一部                | 岐阜市の一部          | 岐阜市 |
| 方県郡 | 西粟野村   |            | 明治8年1月 粟野村   | 粟野村                     | 明治30年4月1日 山県郡岩野田村 | 昭和24年7月1日 岐阜市に編入      | 岐阜市の一部                      | 岐阜市の一部                | 岐阜市の一部          | 岐阜市 |
| 山県郡 | 中屋村     | 中屋村     | 中屋村              | 北春近村                   | 明治30年4月1日 春近村         | 春近村                           | 昭和31年4月1日 三輪村             | 昭和36年4月1日 岐阜市に編入 | 岐阜市の一部          | 岐阜市 |
| 山県郡 | 茂地村     | 茂地村     | 茂地村              | 北春近村                   | 明治30年4月1日 春近村         | 春近村                           | 昭和31年4月1日 三輪村             | 昭和36年4月1日 岐阜市に編入 | 岐阜市の一部          | 岐阜市 |
| 山県郡 | 古市場村   | 古市場村   | 古市場村            | 北春近村                   | 明治30年4月1日 春近村         | 春近村                           | 昭和31年4月1日 三輪村             | 昭和36年4月1日 岐阜市に編入 | 岐阜市の一部          | 岐阜市 |
| 山県郡 | 森村       | 森村       | 森村                | 南春近村                   | 明治30年4月1日 春近村         | 春近村                           | 昭和31年4月1日 三輪村             | 昭和36年4月1日 岐阜市に編入 | 岐阜市の一部          | 岐阜市 |
| 山県郡 | 世保村     | 世保村     | 世保村              | 南春近村                   | 明治30年4月1日 春近村         | 春近村                           | 昭和31年4月1日 三輪村             | 昭和36年4月1日 岐阜市に編入 | 岐阜市の一部          | 岐阜市 |
| 山県郡 | 溝口村     | 溝口村     | 溝口村              | 南春近村                   | 明治30年4月1日 春近村         | 春近村                           | 昭和31年4月1日 三輪村             | 昭和36年4月1日 岐阜市に編入 | 岐阜市の一部          | 岐阜市 |
| 山県郡 | 北野村     | 北野村     | 北野村              | 山県村                     | 山県村                        | 山県村                           | 昭和31年4月1日 三輪村             | 昭和36年4月1日 岐阜市に編入 | 岐阜市の一部          | 岐阜市 |
| 山県郡 | 門屋村     | 門屋村     | 門屋村              | 山県村                     | 山県村                        | 山県村                           | 昭和31年4月1日 三輪村             | 昭和36年4月1日 岐阜市に編入 | 岐阜市の一部          | 岐阜市 |
| 山県郡 | 岩村       | 岩村       | 岩村                | 山県村                     | 山県村                        | 山県村                           | 昭和31年4月1日 三輪村             | 昭和36年4月1日 岐阜市に編入 | 岐阜市の一部          | 岐阜市 |
| 山県郡 | 三輪村     | 三輪村     | 明治8年10月 三輪村  | 山県村                     | 山県村                        | 山県村                           | 昭和31年4月1日 三輪村             | 昭和36年4月1日 岐阜市に編入 | 岐阜市の一部          | 岐阜市 |
| 山県郡 | 宮上村     |            | 明治8年10月 三輪村  | 山県村                     | 山県村                        | 山県村                           | 昭和31年4月1日 三輪村             | 昭和36年4月1日 岐阜市に編入 | 岐阜市の一部          | 岐阜市 |
| 山県郡 | 福富村     | 福富村     | 福富村              | 厳美村                     | 厳美村                        | 厳美村                           | 昭和31年4月1日 三輪村             | 昭和36年4月1日 岐阜市に編入 | 岐阜市の一部          | 岐阜市 |
| 山県郡 | 太郎丸村   | 太郎丸村   | 太郎丸村            | 厳美村                     | 厳美村                        | 厳美村                           | 昭和31年4月1日 三輪村             | 昭和36年4月1日 岐阜市に編入 | 岐阜市の一部          | 岐阜市 |
| 山県郡 | 石原村     | 石原村     | 石原村              | 厳美村                     | 厳美村                        | 厳美村                           | 昭和31年4月1日 三輪村             | 昭和36年4月1日 岐阜市に編入 | 岐阜市の一部          | 岐阜市 |
| 山県郡 | 加野村     | 加野村     | 加野村              | 厳美村                     | 厳美村                        | 厳美村                           | 昭和31年4月1日 稲葉郡芥見村に編入 | 昭和33年4月1日 岐阜市に編入 | 岐阜市の一部          | 岐阜市 |
| 山県郡 | 岩井村     | 岩井村     | 岩井村              | 厳美村                     | 厳美村                        | 厳美村                           | 昭和31年4月1日 稲葉郡芥見村に編入 | 昭和33年4月1日 岐阜市に編入 | 岐阜市の一部          | 岐阜市 |
| 各務郡 | 芥見村     | 一部       | 芥見村              | 芥見村                     | 芥見村の一部                  | 芥見村の一部                     | 芥見村の一部                      | 昭和33年4月1日 岐阜市に編入 | 岐阜市の一部          | 岐阜市 |
| 各務郡 | 芥見村     | 一部       | 芥見村              | 芥見村                     | 明治30年4月1日 保戸島村       | 昭和25年8月10日 小金田村に編入   | 昭和30年1月10日 関市に編入        | 関市の一部                  | 関市の一部            | 関市   |
| 山県郡 | 戸田村     | 戸田村     | 戸田村              | 戸田村                     | 明治30年4月1日 保戸島村       | 昭和25年8月10日 小金田村に編入   | 昭和30年1月10日 関市に編入        | 関市の一部                  | 関市の一部            | 関市   |
| 山県郡 | 側島村     | 側島村     | 側島村              | 側島村                     | 明治30年4月1日 保戸島村       | 昭和25年8月10日 小金田村に編入   | 昭和30年1月10日 関市に編入        | 関市の一部                  | 関市の一部            | 関市   |
| 武儀郡 | 下白金村   | 一部       | 下白金村            | 小金田村 の一部            | 明治30年4月1日 保戸島村       | 昭和25年8月10日 小金田村に編入   | 昭和30年1月10日 関市に編入        | 関市の一部                  | 関市の一部            | 関市   |
| 武儀郡 | 下白金村   | 一部を除く | 下白金村            | 小金田村 の一部            | 小金田村の一部                | 小金田村の一部                   | 昭和30年1月10日 関市に編入        | 関市の一部                  | 関市の一部            | 関市   |
| 山県郡 | 千疋村     | 千疋村     | 千疋村              | 千疋村                     | 明治30年4月1日 千疋村         | 昭和25年8月10日 武儀郡関町に編入 | 昭和26年10月15日 市制 関市        | 関市の一部                  | 関市の一部            | 関市   |
| 山県郡 | 植野村     | 植野村     | 植野村              | 植野村                     | 明治30年4月1日 千疋村         | 昭和25年8月10日 武儀郡関町に編入 | 昭和26年10月15日 市制 関市        | 関市の一部                  | 関市の一部            | 関市   |
| 山県郡 | 高富村     | 高富村     | 明治7年9月 高富村   | 高富村                     | 明治30年3月19日 町制 高富町   | 高富町                           | 昭和30年4月1日 高富町             | 高富町                      | 平成15年4月1日 山県市 | 山県市 |
| 山県郡 | 天王町     |            | 明治7年9月 高富村   | 高富村                     | 明治30年3月19日 町制 高富町   | 高富町                           | 昭和30年4月1日 高富町             | 高富町                      | 平成15年4月1日 山県市 | 山県市 |
| 山県郡 | 佐賀村     | 佐賀村     | 佐賀村              | 高富村                     | 明治30年3月19日 町制 高富町   | 高富町                           | 昭和30年4月1日 高富町             | 高富町                      | 平成15年4月1日 山県市 | 山県市 |
| 山県郡 | 西深瀬村   | 西深瀬村   | 西深瀬村            | 西深瀬村                   | 明治30年4月1日 富岡村         | 富岡村                           | 昭和30年4月1日 高富町             | 高富町                      | 平成15年4月1日 山県市 | 山県市 |
| 山県郡 | 東深瀬村   | 東深瀬村   | 東深瀬村            | 東深瀬村                   | 明治30年4月1日 富岡村         | 富岡村                           | 昭和30年4月1日 高富町             | 高富町                      | 平成15年4月1日 山県市 | 山県市 |
| 山県郡 | 高木村     | 高木村     | 高木村              | 高木村                     | 明治30年4月1日 富岡村         | 富岡村                           | 昭和30年4月1日 高富町             | 高富町                      | 平成15年4月1日 山県市 | 山県市 |
| 山県郡 | 梅原村     | 梅原村     | 梅原村              | 梅原村                     | 梅原村                        | 梅原村                           | 昭和30年4月1日 高富町             | 高富町                      | 平成15年4月1日 山県市 | 山県市 |
| 山県郡 | 伊佐美村   | 伊佐美村   | 伊佐美村            | 伊佐美村                   | 明治30年4月1日 桜尾村         | 桜尾村                           | 昭和30年4月1日 高富町             | 高富町                      | 平成15年4月1日 山県市 | 山県市 |
| 山県郡 | 椎倉村     | 椎倉村     | 椎倉村              | 椎倉村                     | 明治30年4月1日 桜尾村         | 桜尾村                           | 昭和30年4月1日 高富町             | 高富町                      | 平成15年4月1日 山県市 | 山県市 |
| 山県郡 | 赤尾村     | 赤尾村     | 赤尾村              | 赤尾村                     | 明治30年4月1日 桜尾村         | 桜尾村                           | 昭和30年4月1日 高富町             | 高富町                      | 平成15年4月1日 山県市 | 山県市 |
| 山県郡 | 大桑村     | 大桑村     | 大桑村              | 大桑村                     | 大桑村                        | 大桑村                           | 昭和30年4月1日 高富町             | 高富町                      | 平成15年4月1日 山県市 | 山県市 |
| 山県郡 | 上願村     | 上願村     | 上願村              | 上願村                     | 明治30年4月1日 上伊自良村     | 上伊自良村                       | 昭和30年4月1日 伊自良村           | 伊自良村                    | 平成15年4月1日 山県市 | 山県市 |
| 山県郡 | 松尾村     | 松尾村     | 松尾村              | 松尾村                     | 明治30年4月1日 上伊自良村     | 上伊自良村                       | 昭和30年4月1日 伊自良村           | 伊自良村                    | 平成15年4月1日 山県市 | 山県市 |
| 山県郡 | 大岡村     | 大岡村     | 明治7年9月 掛村     | 掛村                       | 明治30年4月1日 上伊自良村     | 上伊自良村                       | 昭和30年4月1日 伊自良村           | 伊自良村                    | 平成15年4月1日 山県市 | 山県市 |
| 山県郡 | 掛村       |            | 明治7年9月 掛村     | 掛村                       | 明治30年4月1日 上伊自良村     | 上伊自良村                       | 昭和30年4月1日 伊自良村           | 伊自良村                    | 平成15年4月1日 山県市 | 山県市 |
| 山県郡 | 平井村     | 平井村     | 平井村              | 平井村                     | 明治30年4月1日 上伊自良村     | 上伊自良村                       | 昭和30年4月1日 伊自良村           | 伊自良村                    | 平成15年4月1日 山県市 | 山県市 |
| 山県郡 | 長滝村     | 長滝村     | 長滝村              | 長滝村                     | 明治30年4月1日 上伊自良村     | 上伊自良村                       | 昭和30年4月1日 伊自良村           | 伊自良村                    | 平成15年4月1日 山県市 | 山県市 |
| 山県郡 | 藤倉村     | 藤倉村     | 藤倉村              | 藤倉村                     | 明治30年4月1日 下伊自良村     | 下伊自良村                       | 昭和30年4月1日 伊自良村           | 伊自良村                    | 平成15年4月1日 山県市 | 山県市 |
| 山県郡 | 大森村     | 大森村     | 大森村              | 大森村                     | 明治30年4月1日 下伊自良村     | 下伊自良村                       | 昭和30年4月1日 伊自良村           | 伊自良村                    | 平成15年4月1日 山県市 | 山県市 |
| 山県郡 | 四日市場村 | 四日市場村 | 明治8年1月 小倉村   | 小倉村                     | 明治30年4月1日 下伊自良村     | 下伊自良村                       | 昭和30年4月1日 伊自良村           | 伊自良村                    | 平成15年4月1日 山県市 | 山県市 |
| 山県郡 | 小倉村     |            | 明治8年1月 小倉村   | 小倉村                     | 明治30年4月1日 下伊自良村     | 下伊自良村                       | 昭和30年4月1日 伊自良村           | 伊自良村                    | 平成15年4月1日 山県市 | 山県市 |
| 山県郡 | 洞田村     | 洞田村     | 洞田村              | 洞田村                     | 明治30年4月1日 下伊自良村     | 下伊自良村                       | 昭和30年4月1日 伊自良村           | 伊自良村                    | 平成15年4月1日 山県市 | 山県市 |
| 山県郡 | 青波村     | 青波村     | 青波村              | 富波村                     | 富波村                        | 富波村                           | 昭和30年4月1日 美山村             | 昭和39年4月1日 町制 美山町  | 平成15年4月1日 山県市 | 山県市 |
| 山県郡 | 富永村     | 富永村     | 富永村              | 富波村                     | 富波村                        | 富波村                           | 昭和30年4月1日 美山村             | 昭和39年4月1日 町制 美山町  | 平成15年4月1日 山県市 | 山県市 |
| 山県郡 | 谷合村     | 谷合村     | 谷合村              | 谷合村                     | 谷合村                        | 谷合村                           | 昭和30年4月1日 美山村             | 昭和39年4月1日 町制 美山町  | 平成15年4月1日 山県市 | 山県市 |
| 山県郡 | 葛原村     | 葛原村     | 葛原村              | 葛原村                     | 葛原村                        | 葛原村                           | 昭和30年4月1日 美山村             | 昭和39年4月1日 町制 美山町  | 平成15年4月1日 山県市 | 山県市 |
| 山県郡 | 円原村     | 円原村     | 円原村              | 円原村                     | 明治30年4月1日 北山村         | 北山村                           | 昭和30年4月1日 美山村             | 昭和39年4月1日 町制 美山町  | 平成15年4月1日 山県市 | 山県市 |
| 山県郡 | 神崎村     | 一部を除く | 神崎村              | 神崎村                     | 明治30年4月1日 北山村         | 北山村                           | 昭和30年4月1日 美山村             | 昭和39年4月1日 町制 美山町  | 平成15年4月1日 山県市 | 山県市 |
| 山県郡 | 神崎村     | 一部       | 明治7年9月 片原村   | 片原村                     | 明治30年4月1日 北山村         | 北山村                           | 昭和30年4月1日 美山村             | 昭和39年4月1日 町制 美山町  | 平成15年4月1日 山県市 | 山県市 |
| 山県郡 | 片狩村     |            | 明治7年9月 片原村   | 片原村                     | 明治30年4月1日 北山村         | 北山村                           | 昭和30年4月1日 美山村             | 昭和39年4月1日 町制 美山町  | 平成15年4月1日 山県市 | 山県市 |
| 山県郡 | 日原村     |            | 明治7年9月 片原村   | 片原村                     | 明治30年4月1日 北山村         | 北山村                           | 昭和30年4月1日 美山村             | 昭和39年4月1日 町制 美山町  | 平成15年4月1日 山県市 | 山県市 |
| 武儀郡 | 笹賀村     | 笹賀村     | 笹賀村              | 笹賀村                     | 北武芸村                      | 昭和25年4月1日 所属変更 山県郡   | 昭和30年4月1日 美山村             | 昭和39年4月1日 町制 美山町  | 平成15年4月1日 山県市 | 山県市 |
| 武儀郡 | 田栗村     | 田栗村     | 田栗村              | 田栗村                     | 北武芸村                      | 昭和25年4月1日 所属変更 山県郡   | 昭和30年4月1日 美山村             | 昭和39年4月1日 町制 美山町  | 平成15年4月1日 山県市 | 山県市 |
| 武儀郡 | 椿村       | 椿村       | 椿村                | 椿村                       | 北武芸村                      | 昭和25年4月1日 所属変更 山県郡   | 昭和30年4月1日 美山村             | 昭和39年4月1日 町制 美山町  | 平成15年4月1日 山県市 | 山県市 |
| 武儀郡 | 徳永村     | 徳永村     | 徳永村              | 徳永村                     | 北武芸村                      | 昭和25年4月1日 所属変更 山県郡   | 昭和30年4月1日 美山村             | 昭和39年4月1日 町制 美山町  | 平成15年4月1日 山県市 | 山県市 |
| 武儀郡 | 佐野村     | 佐野村     | 佐野村              | 佐野村                     | 北武芸村                      | 昭和25年4月1日 所属変更 山県郡   | 昭和30年4月1日 美山村             | 昭和39年4月1日 町制 美山町  | 平成15年4月1日 山県市 | 山県市 |
| 武儀郡 | 岩佐村     | 岩佐村     | 岩佐村              | 西武芸村                   | 西武芸村                      | 昭和25年4月1日 所属変更 山県郡   | 昭和30年4月1日 美山村             | 昭和39年4月1日 町制 美山町  | 平成15年4月1日 山県市 | 山県市 |
| 武儀郡 | 中洞村     | 中洞村     | 中洞村              | 西武芸村                   | 西武芸村                      | 昭和25年4月1日 所属変更 山県郡   | 昭和30年4月1日 美山村             | 昭和39年4月1日 町制 美山町  | 平成15年4月1日 山県市 | 山県市 |
| 武儀郡 | 出戸村     | 出戸村     | 出戸村              | 乾村                       | 乾村                          | 乾村                             | 昭和30年4月1日 美山村             | 昭和39年4月1日 町制 美山町  | 平成15年4月1日 山県市 | 山県市 |
| 武儀郡 | 日永村     | 日永村     | 日永村              | 乾村                       | 乾村                          | 乾村                             | 昭和30年4月1日 美山村             | 昭和39年4月1日 町制 美山町  | 平成15年4月1日 山県市 | 山県市 |
| 武儀郡 | 相戸村     | 相戸村     | 相戸村              | 乾村                       | 乾村                          | 乾村                             | 昭和30年4月1日 美山村             | 昭和39年4月1日 町制 美山町  | 平成15年4月1日 山県市 | 山県市 |
| 武儀郡 | 柿野村     | 柿野村     | 柿野村              | 乾村                       | 乾村                          | 乾村                             | 昭和30年4月1日 美山村             | 昭和39年4月1日 町制 美山町  | 平成15年4月1日 山県市 | 山県市 |
| 武儀郡 | 船越村     | 船越村     | 船越村              | 乾村                       | 乾村                          | 乾村                             | 昭和30年4月1日 美山村             | 昭和39年4月1日 町制 美山町  | 平成15年4月1日 山県市 | 山県市 |

## 行政
歴代郡長
| 代 | 氏名 | 就任年月日                | 退任年月日                | 備考                   |
| -- | ---- | ------------------------- | ------------------------- | ---------------------- |
| 1  |      | 明治12年（1879年）2月18日 |                           |                        |
|    |      |                           | 大正15年（1926年）6月30日 | 郡役所廃止により、廃官 |